# 金瑟巴克巴赫河
52°0′44.92″N 8°17′37.41″E / 52.0124778°N 8.2937250°E
金瑟巴克巴赫河（德語：Künsebecker Bach），是德國的河流，位於該國西部，處於北萊茵-威斯特法倫州，屬於雷達巴赫河的左支流，河道全長9.4公里，流域面積9.4平方公里。